# Рахимкулов, Мегдет Нигматович
Рахимкулов Мегдет Нигматович (тат. Рәхимколов Мәгъдәт Нигъмәт улы; род. 16 октября 1945 года, Москва) — российский предприниматель. Член совета директоров и основной владелец ООО «Kafajat Kft». Бывший глава представительства «Газпрома» в Венгрии. Этнический татарин. До своего возвращения в Россию в 2008 году был самым богатым жителем Венгрии.

## Биография
Мегдет Рахимкулов родился 16 октября 1945 года в Москве.
В 1971 году начал работать в Министерстве газовой промышленности СССР.
В 1973 году окончил Всесоюзный заочный финансово-экономический институт.
В 1978 году окончил Московский институт управления.
В 1978 году стал заместителем руководителя «Союзгазавтоматики» (предприятие Мингазпрома).
С 1989 года по 1992 год — генеральный директор внешнеэкономического предприятия «Газэкспорт».
В 1991 году стал первым заместителем «Газэкспорта».
С 1992 года — генеральный директор ООО «Интерпромком».
В 1994 году назначен гендиректором трейдера Panrusgas (СП «Газпрома» и венгерской MOL).
С 1996 года — председатель наблюдательного совета кредитного банка «Компания по проектному финансированию».
До 2001 года — глава посреднической фирмы «Panrusgas». После, полностью сосредоточился на собственных инвестициях.
C 2005 года — владелец венгерского банка «Altalanos ErtekForgalmi Bank».
С 2007 года — владелец части акций крупнейшего венгерского банка OTP Bank и газовой фирмы MOL.
В 2007 году вернулся из Будапешта в Москву.
В 2011 году журнал Forbes оценил его состояние в 1,6 миллиардов долларов.

## Семья
Женат, супруга — Рахимкулова (Салугина) Галина Дмитриевна.
Сыновья: Тимур Мегдетович (род. 1977), экономист по образованию, окончил университет в Будапеште и Руслан Мегдетович.